# Compuware

Historisches Logo

Die Compuware Corporation ist ein US-amerikanisches Softwareunternehmen mit Hauptsitz in Detroit, Michigan. Es wurde 1973 von Peter Karmanos Jr., Thomas Thewes und Allen Cutting gegründet. Compuware beschäftigt weltweit rund 4600 Mitarbeiter (Stand 2012).
Eigenen Angaben zufolge hat das Unternehmen mehr als 7100 Kunden weltweit, darunter 46 der 50 gemäß Fortune Global 500 umsatzstärksten Unternehmen der Welt sowie zwölf der 20 am häufigsten besuchten Websites in den USA.

## Geschichte

### Gründung und frühe Jahre
1973 wurde Compuware Corporation von Peter Karmanos junior, Thomas Thewes und Allen B. Cutting gegründet. Vier Jahre später stellten sie ihr erstes Softwareprodukt vor: Abend-AID; es wurde entwickelt um Fehler zu finden und Korrekturen durchzuführen in IBM Mainframe-Systemen. Abend-AID ist heute noch Standardsoftware auf diesem Markt und es sind aktuell etwa 8.000 Lizenzen in Benutzung.
1978 eröffnete Compuware das erste Remote Office um die Gebiete Washington, D.C. und Baltimore zu bedienen.

### 1980er
In den 1980ern startete Compuware ihre File-AID Produktlinie. Die File-AID-Produkte helfen Programmierern und Softwareentwicklern schnell und einfach Daten zu finden, erstellen, verteilen, vergleichen oder zu konvertieren. Compuware kündigte weiter Playback an, das erste automatische Test-Tool der Firma. Später wurde der Sitz des Unternehmens von Southfield nach Farmington Hills (Michigan) verlegt. Zu dieser Zeit orientierte auch zum europäischen Markt und eröffnete erste Zweigniederlassung. 

### 1990er
Während der 1990er übernahm Compuware viele andere Unternehmen, darunter: Centura Software, XA Systems, EcoSystems Software, UNIFACE, Hiperstation, Coronet, Direct Technology Limited, DRD Promark, Inc, Nu-Mega Technologies, Data Processing Resources Corporation, Programart und die CACI Products Company.
1992 ging Compuware an die Börse. Während der Umsatz 1997 noch 100 Millionen Dollar betrug, belief er sich bis zum April 1998 auf mehr als $800 Millionen. Ende 1998 überschritten die Umsätze erstmals die Grenze von einer Milliarde Dollar. 1999 hatte das Unternehmen mehr als 15.000 Angestellte, was Anlass war neue Standorte in Campus Martius Park in Detroit (Michigan) zu erschließen.

### 2000er
2003, zum 30-jährigen Bestehen des Unternehmens, wurde ein neuer Hauptsitz in Downtown Detroit fertiggestellt. Im Zuge der Kampagne Compuware 2.0 wurde 2008 ein neuer Slogan vorgestellt: "We make IT rock around the world".
Im Dezember 2014 wurde Compuware durch Thoma Bravo übernommen. Bis dahin war Compuware börsennotiert.
Im März 2020 meldete BMC Software die Absicht zur Übernahme von Compuware bei den Kartellbehörden zur Prüfung an.